# بنو آيدين
بنو آيدين وهم أحد أمراء الأناضول خلال الفترة الثانية والذين حكموا خلال القرن الرابع عشر الميلادي. ظهرت هذه الإمارة بعد اضمحلال قوة سلطنة سلاجقة الروم وحكموا منطقة عاصمتها بيرغي. مؤسس هذه الإمارة هو مُبارز الدين غازي محمد.
حكم بنو آيدين قسم من سمرنة، حالياً إزمير، كما نجحوا خلال فترات متقطعة في السيطرة على جميع موانئ هذه المدينة، ونجحوا في تشكيل قوة بحرية في المنطقة. لعبت القوة البحرية لإمارة بني أيدين دورا حاسما في الحرب الأهلية البيزنطية 1341م-1347م، حيث تحالف بهاء الدين غازي عمر بن عيسى مع يوحنا السادس قانتاقوزن، ولكن أدى هذا التحالف إلى استجابة لاتينية على شكل الحروب الصليبية في سميرنا، والتي أدت إلى احتلال سمرنة.
ضُمت هذه الإمارة إلى الدولة العثمانية لأول مرة في سنة 1390م، لكن بعد غزوات تيمورلنك في الأناضول ومعركة أنقرة سنة 1402م مرت هذه الإمارة بفترات اضطرابات إلى أن تم ضمها مرة ثانية إلى الدولة العثمانية سنة 1405م.

## قائمة الحكام
| التاريخ   | اسم الحاكم                    |                           |
| --------- | ----------------------------- | ------------------------- |
| 1308-1334 | مبارز الدين غازي محمد         |                           |
| 1334-1348 | بهاء الدين غازي عمر بن محمد   |                           |
| 1348-1360 | خضر بن محمد                   |                           |
| 1360-1390 | فخر الدين عيسى بن محمد        |                           |
| 1390-1402 | موسى بن عيسى                  | الضم إلى الدولة العثمانية |
| 1390-1402 | عمر بن عيسى                   | الضم إلى الدولة العثمانية |
| 1402-1403 | عمر بن عيسى                   |                           |
| 1403-1426 | جنيد بن إبراهيم بهادر بن محمد | الضم إلى الدولة العثمانية |